# 漢槎宮
漢槎宮（かんさぐう）は、秋田県仙北市西木町西明寺の田沢湖畔にある神社。
湖に張り出す形になっている小さな神社で、流れ着いた大木の浮木（流木）を祀ったので別名を浮木神社という。また、潟尻明神とも呼ばれ、明和6年（1769年）秋田藩士で俳人で漢学者の益戸滄洲によって漢槎宮と命名された。よって田沢湖を漢槎湖または槎湖と呼ぶようになった。すぐ近くにたつ子像がある。
拝殿正面の扁額は、滄洲が田沢湖を遊覧した折に船頭をした少年斉藤千太郎に書き与えたもの。 